# 茲納緬斯科耶區 (鄂木斯克州)

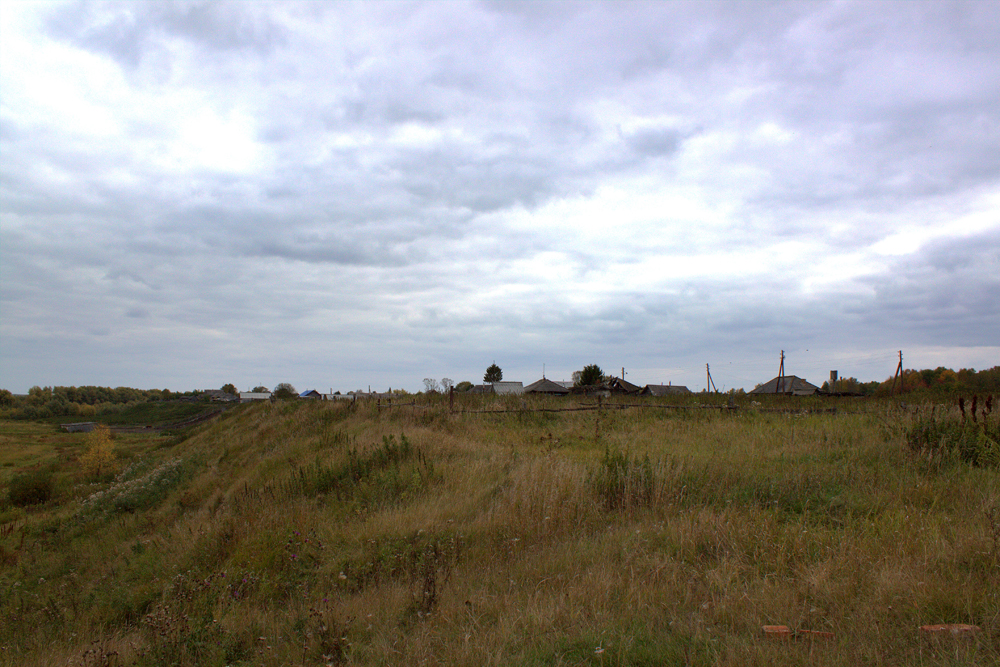

57°07′40″N 73°49′28″E / 57.12778°N 73.82444°E
茲納緬斯科耶區（俄语：Знаменский район），是俄羅斯的一個區，位於該國西南部，由鄂木斯克州負責管轄，面積3,700平方公里，2010年人口12,427，人口密度每平方公里3.36人。